# انقلاب ۱۷۷۲
انقلاب ۱۷۷۲ (سوئدی: Revolutionen) معروف به انقلاب بدون خونریزی یا کودتای گوستاو سوم (به سوئدی: Gustav III:s statskupp) یا (به انگلیسی: Gustav III:s statsvälvning) کودتایی سوئدی بود که توسط شاه گوستاو سوم سوئد در ۱۹ اوت ۱۷۷۲ انجام شد تا تقسیم قدرت بین پادشاه و مجلس ایالتی را برقرار کند. این کودتا منجر به پایان دوران آزادی و معرفی قانون اساسی سوئد در سال ۱۷۷۲ شد که قدرت پادشاه را تقویت کرده و دوره استبدادی معروف به دوران گوستاوی را آغاز کرد.